# Pronoctua pyrophiloides
Pronoctua pyrophiloides är en fjärilsart som beskrevs av Harvey 1876. Pronoctua pyrophiloides ingår i släktet Pronoctua och familjen nattflyn. Inga underarter finns listade i Catalogue of Life.